# Nokia 6220 Classic

Nokia 6220 classic are o cameră de 5 megapixeli cu optica Carl Zeiss și un flash xenon, integrată tehnologia A-GPS pentru localizarea și identificarea traseului, HSDPA și caracteristici de mare viteză de conectivitate 3G de date pentru descărcarea rapidă și navigarea pe internet (la viteze de până la 3,6 Mbps).

## Design
Nokia 6220 classic are un design contemporan cu un ecran de 2.2 inchi QVGA.Ecranul oferă până la 16 milioane de culori.

## Conectivitate
- GPRS
- EDGE
- Bluetooth Connection
- Micro-USB 2.0
- GPS/ aGPS
- Nokia Maps

## Muzică
- 2.5 mm audio jack
- Stereo FM cu RDS
- Media player

## Display & Camera foto
- TFT, până la 16 milioane de culori
- 240 x 320 pixeli, 2.2 inchi
- 5 megapixeli,lentile Carl Zeiss, autofocalizare, bliț Xenon